# مرض الكبد

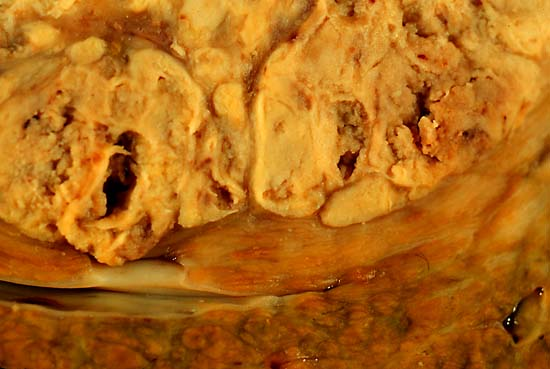
سرطان الخلايا الكبدية، أحد أمراض الكبد.

أمراض الكبد هي أنواع عدة من الأمراض التي تصيب عضو الكبد في جسم الإنسان. من أنواعها المهمة الالتهاب الكبدي وسرطان الكبد والتهاب الطرق الصفراوية المصلب البدئي ومتلازمة غلبرت وغيرها.

## التهاب الكبد B
التهاب الكبد من النمط B هو عدوى فيروسية تصيب الكبد ويمكن أن تتسبب في أمراض حادة ومزمنة على حد سواء.و ينتقل الفيروس من خلال ملامسة دم الشخص المصاب، يندرج التهاب الكبد من النمط B في عداد الأخطار المهنية الهامة المحدقة بالعاملين الصحيين. ويشكل هذا الالتهاب مشكلة صحية عالمية بارزة ويمكن أن يسبب عدوى مزمنة وأن يعرض الناس لخطر الوفاة بشدة بسبب تليف الكبد وسرطان الكبد.ويتوافر لقاح مضاد لالتهاب الكبد من النمط B منذ عام 1982.

### الأعراض
اصفرار البشرة والعيون (اليرقان)، والبول الداكن، والإجهاد الشديد، والغثيان، والتقيؤ، والألم البطني. ويمكن لالتهاب الكبد الحاد أن يتطور لدى مجموعة فرعية صغيرة من المصابين به إلى فشل كبدي حاد قد يقود إلى الوفاة.

### العلاج
ليس هناك من علاج محدد لالتهاب الكبد الحاد من النمط B .وتوصي منظمة الصحة العالمية باستخدام العلاج الفموي بدواء تينفوفير أو إنتيكافير، لأنهما أشد الأدوية قوة في كبت الفيروس قلما يقود هذان الدواءان إلى نشوء مقاومة للأدوية بالمقارنة مع العقاقير الأخرى. ويمكن النظر في اعتماد العلاج بحُقن الإنترفيرون بالنسبة لبعض الأشخاص في بعض السياقات ذات الدخل المرتفع، إلا أن هذا الاستخدام أقل جدوى في السياقات منخفضة الموارد بسبب ارتفاع التكلفة والتأثيرات الضارة الواسعة التي تتطلب رصداً دقيقا.

### الوقاية
وتوصي منظمة الصحة العالمية بإعطاء هذا اللقاح لكل الرضع في أقرب وقت ممكن بعد الولادة، لأن اللقاح المضاد لالتهاب الكبد من النمط B هو الركيزة الأساسية للوقاية الفيروس.وينبغي إعطاء جرعتين إلى ثلاث جرعات بعد الجرعة الولادية لاستكمال السلسلة الأولية.

## التهاب الكبد C
فيروس التهاب الكبد C فيروس ينتقل عن طريق الدم وتجري أكثر طرق العدوى به شيوعاً من خلال ممارسات الحقن غير المأمونة، ونقل الدم ومنتجاته دون فحصها.يعاني ما يتراوح بين 130 و150 مليون شخص على الصعيد العالمي من عدوى مزمنة بالتهاب الكبد C. يُمكن للأدوية المضادة للفيروسات أن تشفي نحو 90% من المصابين بعدوى التهاب الكبد C، وأن تحدّ بالتالي من خطر الوفاة من جراء سرطان الكبد وتليف الكبد، بيد أن توافر التشخيص والعلاج منخفض.

### الأعراض
تتراوح فترة حضانة التهاب الكبد C بين أسبوعين وستة أشهر.ومن الأعراض الحمى والإرهاق ونقص الشهية الغثيان والقيء وآلام المعدة وآلام المفاصل واليرقان (اصفرار الجلد وبياض العين) وقد يصير بولهم داكناً ولون برازهم رمادياً.

### الوقاية
- الوقاية الأوليةالوقاية من عدوى فيروس التهاب الكبد C تعتمد على الحدّ من خطر التعرض للفيروس في سياقات الرعاية الصحيه.مثل الأشخاص الذين يتعاطون المخدرات عن طريق الحقن، وعن طريق الاتصال الجنسي.[4]

## اليوم العالمي لالتهاب الكبد 2015
أحداث المنظمة هذا العام يقع في مصر
- تشير التقديرات إلى أن نسبة 10% من السكان بين سن 15 سنة و59 سنة مصابة بالعدوى المزمنة لالتهاب الكبد C.
- وعامي 2007 و2014 تم علاج أكثر من 350000 مريض من التهاب الكبد C.[5]

ويستمر عدد من يحصلون على العلاج في الزيادة منذ إدخال أدوية أحدث وأنجح في عام 2014. واليوم يقدم 32 مركزاً من مراكز العلاج المخصصة العلاج على نفقة الحكومة.

## معرض صور

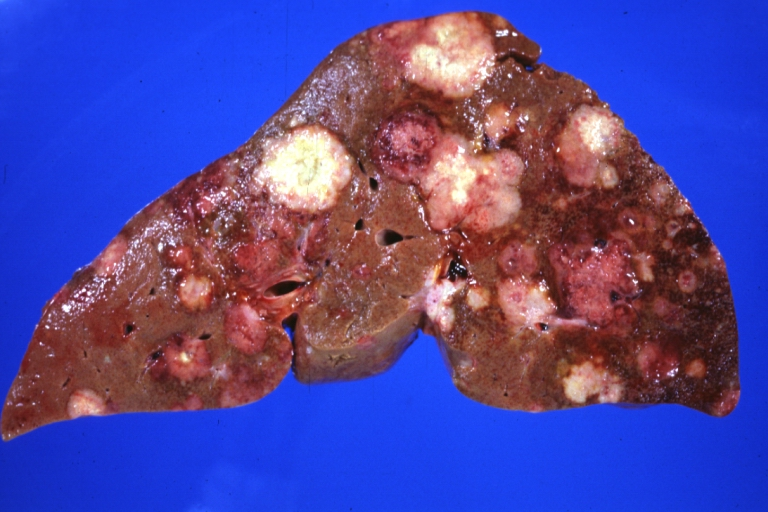
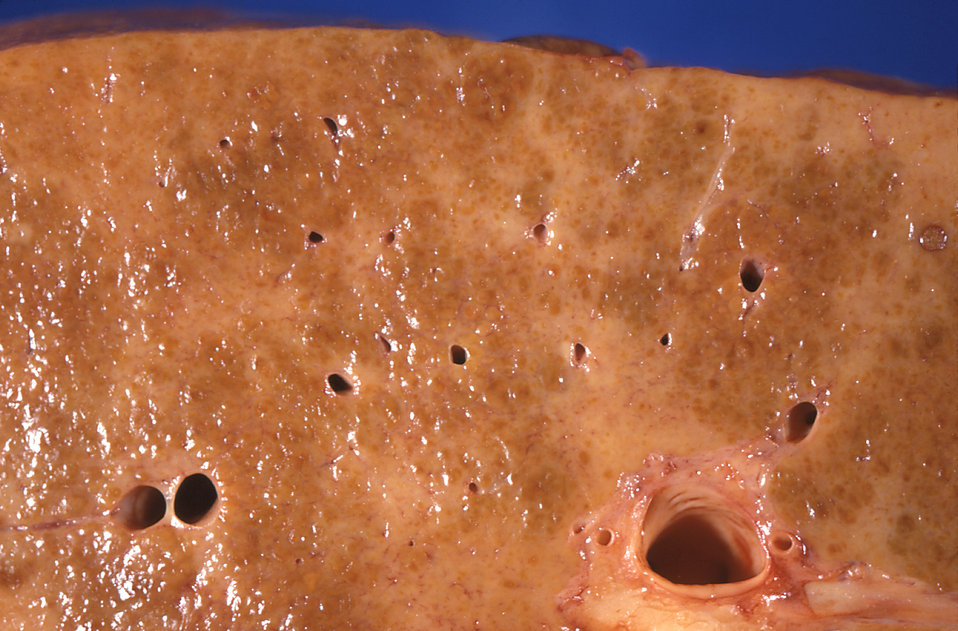
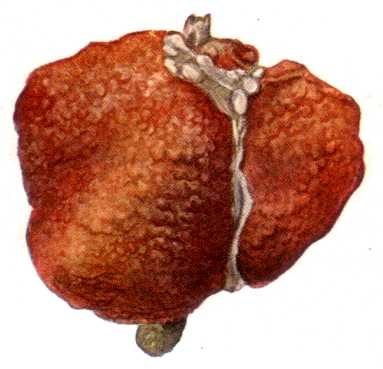
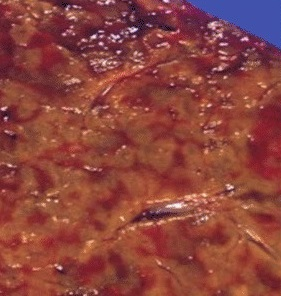